# Jaume Martrus i Riera
Jaume Martrus i Riera (Manresa, 1889 - Barcelona, 1966) fou un prolífic artista que va destacar com a escultor, medallista, dibuixant i caricaturista, amb les que signava com a Sutram.